# جو ديفيس (سياسي)
جو ديفيس (بالإنجليزية: Joe Davis)‏ هو سياسي أمريكي، ولد في 19 مايو 1923 في ليسبورغ في الولايات المتحدة. انتخب عضو مجلس نواب فلوريدا.